# Johann Bolten (Theologe)
Johann Bolten (* 13. April 1678 in Wilster; † 29. März 1758 in Altona) war ein deutscher lutherischer Theologe und der erste Propst in Altona.

## Leben und Wirken
Bolten war der Sohn eines Kantors in Wilster. Er besuchte Schulen in Wislter und in Stade und studierte zunächst an der Universität Rostock, dann an der Universität Kopenhagen, wo er im Haus von Franz Julius Lütkens lebte, Theologie. Er war eine Zeit lang als Hauslehrer bei verschiedenen adeligen Familien Kopenhagens tätig und wurde 1707 von König Friedrich IV. zum zweiten Prediger in Horst (Holstein) berufen. Seit 1723 war er hier Hauptpastor und zugleich Beisitzer am Oberkonsistorium in Glückstadt.
Nachdem er 1736 Berufungen als Propst nach Tondern und Apenrade abgelehnt hatte, wurde er am 7. Januar 1737 zum Hauptpastor an St. Trinitatis und ersten Propst der Stadt Altona und der Herrschaft Pinneberg berufen. Er blieb Mitglied des Oberkonsistoriums in Glückstadt und stieg 1738 zum Konsistorialrat auf.
In die pietistischen Streitigkeiten seiner Zeit mischte er sich nicht ein. 1737 führte jedoch eine Predigt, in der er das Exorzismus-Ritual bei der Taufe als „papistisch“ kritisierte, zu einer Reihe von Streitschriften. Zu seiner Zeit wurden in seinem Aufsichtsbereich in Altona, Ottensen, Uetersen, Nienstedten und Rellingen neue Kirchen erbaut. Seit Gründung des akademischen Gymnasiums in Altona, dem heutigen Christianeum, 1744 nahm er als Gymnasiarch die Schulaufsicht wahr.  Ebenso wurde ein Seminar für Kandidaten der Theologie eingerichtet und Bolten zu seinem Inspektor bestellt. 1746 wurde „zur Uebung der Seminaristen und Erbauung der Züchtlinge“ eine Kapelle im Zuchthaus eingerichtet. Mit dem Altonaer Oberpräsidenten Bernhard Leopold Volkmar von Schomburg verband ihn eine enge Freundschaft. Als aus Anlass von Krankheit und Tod (1747) des Generalsuperintendenten Georg Johannes Conradi eine Visitation der Kirchen des königlichen Anteils in Holstein notwendig wurde, übernahm Bolten diese Aufgabe. Er wäre wohl auch Conradis Nachfolger geworden, wollte aber in Altona bleiben.
1751 erlitt er während der Predigt einen Schlaganfall, blieb aber zunächst noch im Amt und ließ seine Predigten durch Beauftragte ablesen. 1757 bat er schließlich um seine Pensionierung. Sein Nachfolger wurde Adam Struensee.
Seit 1711 war er mit Anna Gertrud (1686–1764), geb. Biester, verheiratet, einer Tochter des Archidiakons von St. Katharinen in Hamburg, Matthias Biester. Von den Söhnen des Paares wurden Matthias Hermann (1712–1772) Pastor in Süderstapel und Vater von Johann Adrian Bolten, Joachim Friedrich Stadtphysikus in Hamburg und Johann Christian Arzt in Altona.